# Jan Václav Berger z Bergenthalu
Jan Václav Berger rytíř z Bergenthalu (německy Johann Wenzel Berger von Bergenthal; 28. června 1745 Hostinné — asi 1820?) byl velkoobchodník, šlechtic a majitel statků Studenec a Fořt.

## Životopis
Jan Václav Berger se narodil do rodiny obchodníka s plátnem v Hostinném. V rodinné živnosti také pokračoval a podnik podstatně rozšířil. Roku 1794 zakoupil od Chorynských z Ledské statek Fořt a Studenec. Snažil se zlepšovat kulturu pěstování lnu a lněného semene v Krkonoších. Okolo roku 1800 měl již 500 tkalcovských strojů a stal se významným průmyslníkem, jehož společnost navštívil i císař Josef II. a František I.
Roku 1801 byl povolán arcivévodou Karlem k vytvoření čestné legie. Sám najal 16 mužů včetně svého syna, Václava. Snažil se také starat o zraněné. V tom samém roce nechal přestavět zámek Fořt do dnešní podoby.
Po epidemii tyfu roku 1805 pomáhal zmírňovat následky bídy a nemoci díky rozsáhlým charitativním akcím. Za tyto zásluhy byl roku 1810 povýšen do rytířského stavu (udělen až 23. ledna 1811).

## Rodina
Měl 11 dětí
- Alžběta Anna – (6. ledna 1769 Hostinné)
- Václav Jan – (12. září 1770 Hostinné – asi 1847)

- Marie Klára Eva – (8. února 1722 Hostinné), provdaná za Ignáce Falgeho z Trutnova, pozdějšího majitele panství Hořice
- Antonín Jan Josef – (13. června 1775 Hostinné čp. 21)
- Jan Václav – (4. května 1777 Hostinné čp. 21)

- Václav Josef Erasmus – (3. června 1778 Hostinné čp. 21)
- Petr Ignác Václav – (1. srpna 1780 Hostinné čp. 21) majitel panství Fořt a Studenec, oženil se roku 1805 s Jindřiškou Ebenbegerovou, dcerou majitele lékárny "U zlatého lva" v Praze na Malé Straně. S ní měl 3 děti. Jeho vnuk Karel (1838 USA) se oženil s Johanou Marií Alžbětou Ringhofferovou
- Anna Marie Alžběta – (3. října 1781 Hostinné čp. 21)

- Václav Jan Sebastian – (20. ledna 1783 Hostinné čp. 21 – 1. července 1853 Český Krumlov), c. k. hejtman, oddán s Vilemínou Müllerová z Hohenthalu
- Marie Josefa Barbora – (29. prosince 1784 Hostinné čp. 21)
- František Filip Jakub – (2. května 1791 Hostinné čp. 21), oženil se s Marií Veronikou Sussmannovou dc. kaprála od c. k. regimentu barona von Gorz